# رحلتي من الشك إلى الإيمان (كتاب)
رحلتي من الشك إلى الإيمان هو كتاب فكري ألفه مصطفى محمود عام 1970. يعرض الكتاب العديد من المواضيع والتساؤلات الفكرية والمتعلقة بخلق الإنسان، والجسد والعقل. ويتحدث الكتاب بشكل تفصيلي عن رحلة مصطفى محمود الطويلة من الشك وصولاً إلى الإيمان.

## فصول الكتاب
يتألف الكتاب من ثمانية فصول وهي:
- الله: ويتحدث في هذا الفصل عن الأفكار الجدلية حول وجود الخالق. وفكرة الوجود والعدم.
- الجسد: ويتكلم عن كيفية تميز كل شخص بصفات فريدة تميزه عن غيره، مثل البصمة الوراثية.
- الروح: يتحدث الفصل عن الروح وكيف أنها مجهولة بالنسبة للإنسان.
- العدل الأزلي: ويتحدث عن عدل الله المطلق.
- لماذا العذاب؟: يتحدث عن الحكمة من العذاب.
- ماذا قالت لي الخلوة.
- التوازن الطبيعي.
- المسيح الدجال.[2][3]

## اقتباسات من الكتاب
- تبدأ عبادة الله بمعرفة الله ومقامه الأسمى، وتبدأ معرفة الله بمعرفة النفس ومكانها الأدنى.
- إذا خفيت عنا الحكمة في العذاب أحيانا ... فلأننا لا ندرك كل شيء ولا نعرف كل شيء، ولا ندرك من القصة إلا تلك المرحلة المحدودة بين قوسين اسمها الدنيا ... أما ما قبل ذلك ومابعد ذلك فهو بالنسبة لنا غيب محجوب ... ولذا يجب أن نصمت في احترام ولانطلق الأحكام.
- يقول لنا المفكر الهندي وحيد الدين خان: إذا كان الظما إلى الماء يدل على وجود الماء فكذلك الظمأ إلى العدل لابد أنه يدل على وجود العدل ... ولأنه لا عدل في الدنيا ... فهو دليل على وجود الآخرة مستقر العدل الحقيقي.

## وصلات خارجية
- رحلتي من الشك إلى الإيمان كتاب مسموع
- آراء القراء حول كتاب رحلتي من الشك إلى الإيمان على موقع أبجد